# Hexaquarques
Na física de partículas, os hexaquarques (ou hexaquarkes), também conhecido como sexaquark, são uma grande família de partículas hipotéticas, cada partícula é composta de seis quarks - uma das partículas fundamentais da física e partes constituem nêutrons e prótons. Cada um deles, por sua vez, é composto de três quarks cada (dois quarks up e um down para o próton e dois up e um down para o nêutron). Teoricamente, a partícula seria duas vezes a massa de um próton e estável com quarks fortemente ligados (mais especificamente, dois quarks up, dois quarks down e dois quarks estranhos).

## Matéria escura
Alguns cientistas estão se perguntando se a matéria escura poderia ser explicada pelo hexaquark sem exigir novas teorias, desde que após décadas de buscas por WIMPs, eles permanecem improcedentes. A evidência teórica já demonstrou que algumas iterações dessas configurações de seis quarks podem ser partículas estáveis. A física, Glennys Farrar afirma que é possível que, em energias mais altas, a partícula possa ter se condensado do universo primordial na proporção de matéria escura para matéria regular que os cientistas veem hoje e ainda possam estar presentes no universo. A proposta de Farrar prevê a abundância de matéria escura no universo primitivo sem a necessidade de ajustes finos - basicamente, se existisse, deveria existir na mesma abundância que as teorias do universo prevêem, sem ajustes introduzidos pela matemática humana. Os cálculos de Daniel Watts indicam que os condensados da partícula d * (2380) são um novo candidato viável para a matéria escura.

### Detecção
Os pesquisadores calcularam que essa partícula poderia formar uma nuvem estável chamada condensado de Bose-Einstein. Embora a tecnologia atual não seja capaz de criar uma dessas nuvens de hexaquarques, os experimentos podem encontrar assinaturas de sua existência no espaço por meio de uma explosão instantânea de radiação gama junto com outras partículas causadas pelo colapso dessa nuvem.

## D* hexaquarques
Este hexaquark em particular, detectado pela primeira vez em 2014, é chamado dibárion d* (2380) ou d-estrela para abreviar, e decai em apenas uma fração de segundo.  Seis quarks em um d* (2380) resultam em uma partícula do bóson, o que significa que, quando muitos d* (2380) estão presentes, eles podem se combinar de maneiras muito diferentes dos prótons e nêutrons. Essa propriedade permite a montagem em um condensado de Bose-Einstein. Nesse estado, os fenômenos quânticos se tornam aparentes macroscopicamente. Os pesquisadores pensam que os condensados de Bose-Einstein formados a partir do hexaquark d-estrela poderiam ter se formado no universo primitivo em uma escala grande o suficiente para torná-lo um candidato à matéria escura.